# 世界冰球錦標賽第四級
世界冰球錦標賽第四級為一年一度由國際冰球總會主辦的賽事。本級別於2020年世界男子冰球錦標賽加入，並成為IIHF世錦賽的最低級別。

## 賽事結果
奪得第四級冠軍的國家隊將晉級隔年的第三級B組賽事，取代從第三級B組降級的球隊。
| 年   | 冠軍和升級                     |
| ---- | ------------------------------ |
| 2020 | 因為嚴重特殊傳染性肺炎疫情取消 |
| 2021 | 因為嚴重特殊傳染性肺炎疫情取消 |

## 外部連結
- IIHF官方網站（页面存档备份，存于）